# As Vig
As Vig är en vik i Danmark. Den ligger i Region Mittjylland, i den centrala delen av landet. Viken är en del av Stora Bält.